# Ledová planeta
Ledová planeta (v originále Retrograde) je americký sci-fi akční film z roku 2004, který režíroval Christopher Kulikowski. Hlavní roli v něm ztvárnil Dolph Lundgren. Film byl do kin uveden v Jižní Koreji 14. ledna 2005 a natáčen byl v Itálii a Lucembursku.

## Zápletka
V roce 2204 je lidstvo ohroženo smrtelným mikroorganismem, který se rychle šíří a hrozí zničit celou civilizaci. Jedinou nadějí je vyslat speciální tým vojáků zpět v čase, aby zabránili vzniku viru. Kapitán John Foster (Dolph Lundgren) a jeho elitní jednotka geneticky zodolněných vojáků mají za úkol vrátit se do minulosti a zabránit prvnímu nakažení. Jak tým usilovně pracuje na záchraně světa, uvědomují si, že jejich kroky v přítomnosti mohou mít katastrofální důsledky pro budoucnost.

## Obsazení
- Dolph Lundgren jako kapitán John Foster
- Silvia De Santis jako doktorka Renee Diaz
- Joe Montana jako Dalton
- Gary Daniels jako Markus
- Joe Sagal jako Andrew Schrader
- Ken Samuels jako kapitán Robert Davis
- David Jean Thomas jako Jefferson
- Jamie Treacher jako Mackenzie
- Marco Lorenzini jako Bruce Ross
- Scott Joseph jako Greg
- Adrian Sellars jako Keith
- James Chalke jako Vacceri
- Nicolas de Pruyssenaer jako Ichek
- Dean Gregory jako velitel centrálního velitelství
- Derek Kueter jako Charley